# Menhir de Prat Meur
Le menhir de Prat Meur est un menhir situé sur la commune de Plouescat, dans le département du Finistère en France.

## Protection
Le menhir figure à l'inventaire général du patrimoine culturel.

## Description
Le menhir est un bloc de granite gris d'environ 3 m de hauteur. Il comporte sur sa face sud-ouest plusieurs rigoles verticales dues à l'érosion naturelle.

## Annexe